# Alan Metzger
Alan Metzger ist ein Regisseur, Kameramann und Filmproduzent. Er führte zwischen 1987 und 2001 bei zahlreichen Fernsehfilmen Regie, während er ab 1975 bereits als Kameramann arbeitete.

## Filmografie (Auswahl)
- 1987: Kojaks Rückkehr (Kojak: The Price of Justice)
- 1990: Killing Cop (The China Lake Murders)
- 1990: Cash for Killing (Murder C.O.D.)
- 1996: Ein Pilot zum Verlieben (Frequent Flyer)
- 1996: Verführung einer Minderjährigen (For My Daughter’s Honor)
- 1998: Im Teufelskreis der Lügen (Circle of Deceit)
- 1998: Ein Herz für Brittany (A Father for Brittany)
- 1999: Michael Jordan: An American Hero
- 1999: Wer an Wunder glaubt (If You Believe)
- 2001: The Familiar Stranger